# Androlèpsia
Androlèpsia (en grec antic ἀνδροληψία o ἀνδρολήψιον) era un procediment legal d'Atenes i d'altres estats de l'antiga Grècia basat en les creences religioses de la "venjança per la sang" en cas d'homicidi.
En un estat o una ciutat on s'havia produït una mort, la llei permetia als familiars de la víctima detenir a tres ciutadans de l'estat infractor i retenir-los com a hostatges fins que se'l donés satisfacció o es lliurés a l'assassí, i es confiscaven els béns d'aquestes persones. No era una institució exclusivament atenesa com sembla indicar Juli Pòl·lux, que afegeix que s'iniciava un judici legal. Demòstenes diu que els actes de pirateria que cometien els almiralls atenesos a l'estranger comportaven represàlies sobre les persones i els béns (ἀνδροληψίας καί σύλας "androlepsias kai sylas" atacs a l'home i confiscacions) de pacífics comerciants i viatgers atenesos.
L'androlèpsia, vinculada al lloc on s'havia comès el crim, només s'aplicava quan l'assassí es trobava impune al seu propi territori. La maledicció (ἀρὰ) cessava quan s'exiliava o era portat als tribunals. Per tant, l'androlèpsia no s'usava, com pensava Pòl·lux per extradir un criminal fugit. Si es cometia un assassinat a l'Àtica i el culpable fugia a Beòcia s'acomplien tots aquests procediments de retenció d'hostatges, i els beocis tenien prohibit donar aixopluc a l'assassí. La responsabilitat del crim afectava als parents del culpable en cas que no el poguessin trobar, segons Demòstenes fins als cosins segons.
Els romans tenien una institució similar anomenada clarigatio (satisfacció, reparació), vinculada amb el fecial.